# Chelles
Chelles ist eine französische Gemeinde mit 54.372 Einwohnern (Stand 1. Januar 2022) im Département Seine-et-Marne in der Region Île-de-France im Osten des Großraums Paris. Sie liegt an der Marne. Die Entfernung zur Stadtmitte von Paris beträgt etwa 18 km. Durch das Stadtgebiet verläuft auf einer Länge von knapp drei Kilometer auch der Canal de Chelles. Chelles ist direkt nach Meaux die zweitgrößte Stadt des Départements.

## Geschichte
Chelles geht auf die merowingische Pfalz Kala oder Cala zurück. Dort gründete Chrodechild, die Ehefrau von Chlodwig I., einen kleinen Frauenkonvent. Diesen baute Bathilde, die Ehefrau des Frankenkönigs Chlodwig II. um 658/659, in ihrer Zeit als Regentin des Reichs, zum Frauenkloster Notre-Dame-des-Chelles nach der Regel des Benedikt von Nursia aus. Bathilde wurde 680 in dieser Abtei beerdigt, wie zuvor schon ihr Sohn, König Chlothar III. († 673) und danach Gisela, Schwester Karls des Großen (+810). 833 urkundete Kaiser Ludwig der Fromme in "Kala mon(asterio)" 861 war auch König Karl der Kahle hier. 994 fand hier unter dem Vorsitz König Robert II. von Frankreich eine Synode statt. Bis zur Aufhebung des Klosters im Jahre 1790 und seiner anschließenden Zerstörung ist die Geschichte der Stadt eng mit diesem Kloster verbunden. Es blieb ein Hauskloster der fränkischen, dann westfränkischen, dann französischen Könige von den Merowingern bis zu den Bourbonen. 
Seit der Französischen Revolution wird der Stadtname in der heutigen Schreibweise verwendet.

## Wappen
Seit dem 17. Jahrhundert zeigt das viergeteilte Wappen rechts oben und links unten je eine goldene Lilie auf blauem Grund und in den anderen Feldern jeweils auf silbernem Grund eine schwarze, fünfsprossige Leiter (französisch: échelles). Seit 1990 wird statt des Wappens meist ein Logo eingesetzt, das die beiden Elemente des Wappens – Lilie und Leiter – enthält. Es wurde neuerdings noch einmal überarbeitet.

## Verkehr
Als Gemeinde im Großraum Paris mit ausgiebigem Pendlerverkehr ist die Stadt gut an das Zentrum der Hauptstadt angebunden.
Mit der S-Bahn (RER) Linie E erreicht man vom Bahnhof Chelles-Gournay den Bahnhof Paris Saint-Lazare in etwa 20 Minuten und mit den Zügen der SNCF den Gare de l’Est in einer guten Viertelstunde.
Das lokale Busnetz Apolo7 verbindet mit fünf Linien sieben Gemeinden des Bassin de Chelles. Die weitere Umgebung wird von den Bussen der RATP bedient, dem staatlichen Personentransportbetrieb für den Großraum Paris.
Mit dem Auto erreicht man Chelles über die Nationalstraße 34, die an der Stadt vorbeiführt. In der Nähe verlaufen die Autoroute A4 und – zwei Kilometer entfernt – die Autoroute A104 (la Francilienne).

## Sehenswürdigkeiten
Siehe: Liste der Monuments historiques in Chelles
In Chelles befindet sich das Musée des transports urbains, interurbains et ruraux mit einer großen Sammlung von Straßen- und Schienenfahrzeugen, die im Stadt- und Überlandverkehr, sowie im Verkehr in ländlichen Regionen eingesetzt waren. Der Schwerpunkt bilden Fahrzeuge, die in Paris eingesetzt waren.

## Städtepartnerschafte
Chelles ist seit 1964 die Partnerstadt von Lindau (Bodensee).

## Äbtissinnen von Chelles

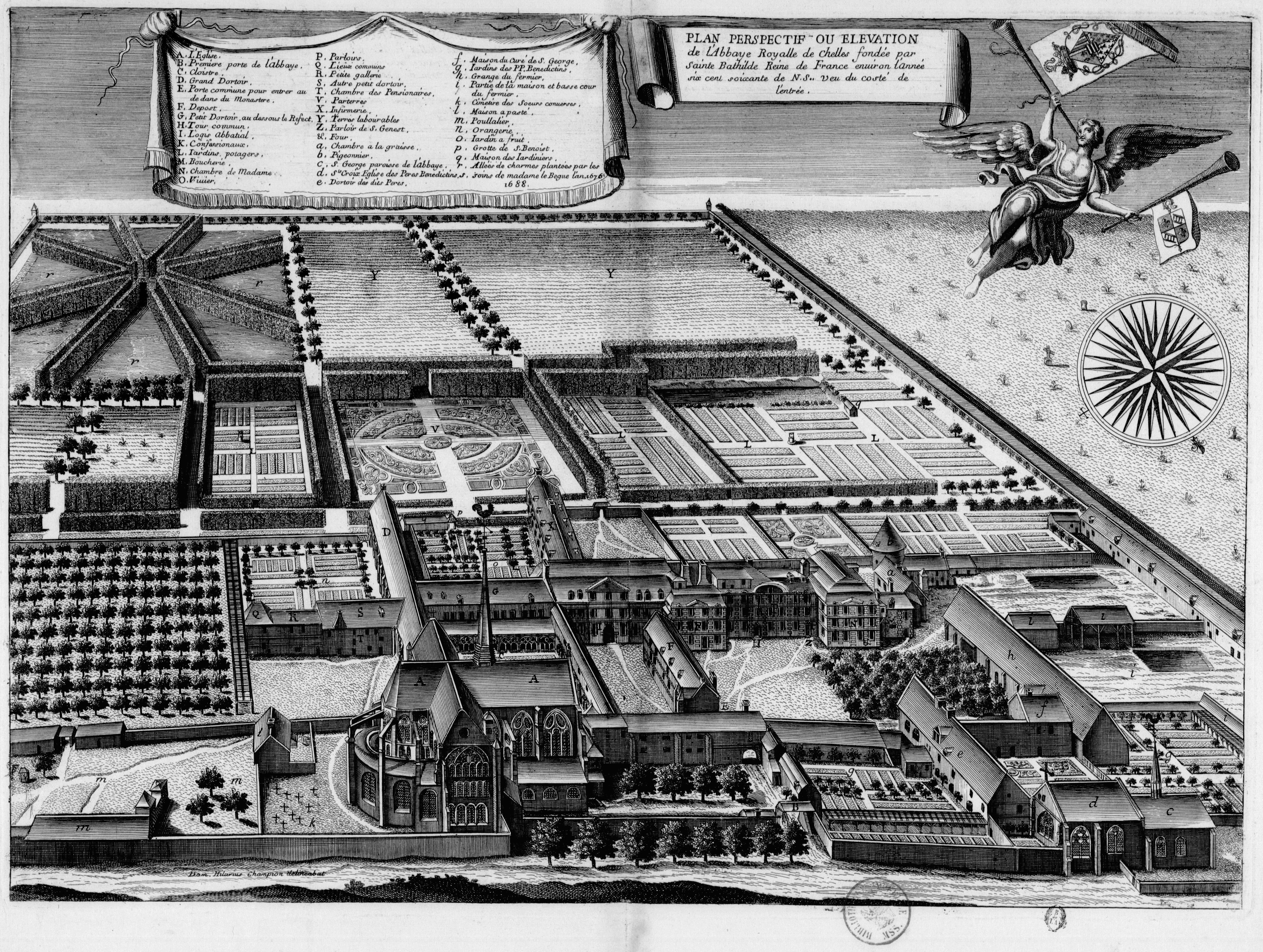
Königliche Abtei Chelles (17. Jh.)

- Bertille (auch Berthild, Bertilla), Freundin der Gründerin Bathilde, um 630 bis 680, erste Äbtissin von Chelles
- Gisela (* 757; † 810) Tochter Pippins des Jüngeren und Schwester Karls des Großen, Äbtissin 788–810 (Karolinger)
- Heilwig, um 826, Tochter von Herzog Widukind und Witwe des Grafen Welf I. (Welfen)
- Rothild, 871 – 22. Mai 928/929, Gräfin von Maine, Tochter Karls des Kahlen

## Persönlichkeiten
- Henri-Antoine Jacques (1782–1866), Gärtner, Botaniker, Rosenzüchter und Autor
- Émile Fouchard (1902–1996), Politiker und Résistant; Fouchard wirkte in Chelles als Bürgermeister. In seiner Amtszeit wurde die Abtei angekauft, der zugehörige Park ist nach ihm benannt.
- Slimane